# Harttia rhombocephala
Harttia rhombocephala är en fiskart som beskrevs av Miranda Ribeiro, 1939. Harttia rhombocephala ingår i släktet Harttia och familjen Loricariidae. Inga underarter finns listade i Catalogue of Life.